# Nongshim
Nongshim Co., Ltd. (kor. 농심) – południowokoreańska firma z branży spożywczej z siedzibą w Seulu. Została założona w 1965 roku pod nazwą Lotte Food Industrial Company. Nazwę zmieniono na Nongshim w 1978 roku. Znana głównie z produkowania makaronów i tzw. „zupek chińskich”. Jej produkty są dostępne w ponad 80 krajach.